# Geissanthus pinchinchana
Geissanthus pinchinchana é uma espécie de planta da família Myrsinaceae. É endêmica do Equador.